# NGC 7666
NGC 7666 is een niet-bestaand object in het sterrenbeeld Waterman. Het hemelobject werd in 1865 ontdekt door de Italiaanse astronoom Gaspare Stanislao Ferrari.